# چوپان خوب (فیلم)
چوپان خوب (به انگلیسی: The Good Shepherd) فیلمی آمریکایی در ژانر درام و جاسوسی، محصول سال ۲۰۰۶ و به تهیه‌کنندگی و کارگردانی و بازیگری هنرپیشهٔ آمریکایی رابرت دنیرو است. از دیگر بازیگران این فیلم می‌توان به آنجلینا جولی و مت دیمون اشاره کرد.

## خلاصه داستان
در سال ۱۹۶۱، عملیات خلیج خوک‌ها به فاجعه می‌انجامد. ادوارد ویلسون، افسر ارشد سیا، درمی‌یابد که سوءظن‌هایی درباره وجود یک "جاسوس دوجانبه" در بخش او وجود دارد. هنگام بازگشت به خانه، عکسی از یک مرد و زن در تختخواب و نوارهای صوتی دستکاری‌شده‌ای را پیدا می‌کند که برخی جزئیات در آن‌ها مبهم باقی مانده است.
در بازگشت به گذشته (۱۹۳۹)، ویلسون دانشجوی دانشگاه ییل است و به عضویت انجمن مخفی "جمجمه و استخوان‌ها" دعوت می‌شود. در مراسم پذیرش، افشا می‌کند که نامه خودکشی پدرش توماس را پیدا کرده اما هرگز آن را نخوانده است. توماس دریاسالاری بود که قرار بود به عنوان وزیر نیروی دریایی منصوب شود، اما وفاداری‌اش زیر سوال رفت.
مامور اف‌بی‌آی، سام موراچ، ویلسون را برای تحقیق درباره ارتباطات فردریک، استاد شعرش که هوادار نازی‌ها بوده، استخدام می‌کند. پس از افشاگری، فردریک استعفا می‌دهد. ویلسون با لورا، دانشجوی ناشنوای ییل، رابطه عاطفی آغاز می‌کند. پس از اعلام آغاز جنگ جهانی دوم در اروپا، لورا از ادوارد می‌خواهد با او رابطه جنسی برقرار کند، اما در آخرین لحظه منصرف می‌شود.